# خمش پس‌روده
در آناتومی دستگاه گوارش انسان، دو خمش پس‌روده یا خم پس‌روده (به انگلیسی: Colic flexures) یا خمیدگی در روده بزرگ عرضی وجود دارد. خم پس‌روده سمت راست به خمش کبدی و خم پس‌روده سمت چپ به عنوان خمش طحال نیز شناخته می‌شود. توجه داشته باشید که «راست» به سمت راست تشریحی بیمار اشاره دارد که ممکن است در سمت چپ نمودار به تصویر کشیده شود.

## ساختار

### خمش پس‌روده راست
خمش پس‌روده راست یا خمش کبدی (همان‌طور که در کنار کبد است) خمش شدید بین پس‌روده بالارو و پس‌روده افقی است. خمش کبدی در چارک بالای راست شکم انسان قرار دارد. خون را از سرخرگ روده‌بندی بالایی دریافت می‌کند.

### خمش پس‌روده چپ
خمش پس‌روده چپ یا خمش طحال (از آنجایی که نزدیک به طحال است) خمش شدید بین پس‌روده افقی و پس‌روده پایین‌رو است. خمش طحال از شاخه‌های انتهایی سرخرگ رده‌بندی بالایی و سرخرگ رده‌بندی پایینی خون دوگانه دریافت می‌کند.